# Seretse Khama
Seretse Goitsebeng Maphiri Khama (Serowe, 1 de julio de 1921 - Gaborone, 13 de julio de 1980), más conocido como Seretse Khama, fue un jefe tribal, abogado, político y estadista botsuano. Ejerció como primer ministro del protectorado británico de Bechuanalandia a partir de 1965 y, tras su independencia del Reino Unido el 30 de septiembre de 1966, como primer presidente de la moderna República de Botsuana. Ocupó el cargo hasta su muerte en julio de 1980, lo que lo convierte en el presidente botsuano con el segundo mandato más largo, solo superado por su vicepresidente y sucesor Quett Masire. Fue a su vez fundador y primer presidente del Partido Democrático de Botsuana (BDP), que ejercería como partido dominante del país desde la independencia hasta 2024.
Nacido en una de las familias reales africanas más poderosas del territorio de Bechuanalandia, Khama fue el nieto y heredero de Khama III, Kgosi de la tribu de la tribo tsuana BaNgwato. Cursó sus estudios primarios y secundarios en Sudáfrica, y estudió leyes en la Universidad de Oxford y en el Inner Temple, en el Reino Unido. En 1948 se casó con Ruth Williams, una mujer blanca y ciudadana británica. Su matrimonio fue objeto de controversia tanto en su país como en la vecina Sudáfrica, que ese mismo año había instaurado el apartheid, y fue uno de los principales detonantes para que fuera forzado a exiliarse de su país. Su exilio desató protestas entre los BaNgwato y otras tribus de Bechuanalandia que lo convirtieron rápidamente en un ícono nacionalista. Khama renunció a su trono tribal en 1956, por lo que se les permitió a él y a su familia regresar al territorio. Retornó a la política a finales de la década y se destacó como dirigente en el movimiento de su país hacia la independencia total. En 1961 fundó el Partido Democrático de Bechuanalandia (posteriormente Partido Democrático de Botsuana), con el que disputó las primeras elecciones bajo sufragio universal en 1965, triunfando por aplastante margen. Después de las elecciones, Khama ejerció como primer ministro de Bechuanalandia durante poco más de un año, hasta que esta accedió a la independencia total con el nombre de «Botsuana», siendo Khama juramentado como presidente del nuevo estado.
Khama se mantuvo como presidente hasta las siguientes elecciones y fue reelegido con abrumadoras mayorías en 1969, 1974 y 1979. Bajo su gobierno, Botsuana desarrolló un rápido progreso económico y social, pasando de ser uno de los países más pobres del mundo a tener una de las tasas de crecimiento económico más altas, y exhibiendo a su vez índices de corrupción relativamente bajos para la región. Asimismo, Botsuana fue prácticamente el único país de la región en mantener un régimen democrático con elecciones multipartidistas y libres periódicas, convirtiéndose en el estado de derecho más antiguo del continente. Sin embargo, el BDP se mantuvo como partido hegemónico, no enfrentando Khama más de siete parlamentarios opositores en todo su mandato. Sus críticos, principalmente de tradición izquierdista, denunciaron su gobierno como «neocolonial» y «conservador». Khama fue un abierto crítico de las tesis marxistas y socialistas africanas. Enfrentó también a nivel exterior la oposición de los regímenes blancos en Sudáfrica, África del Sudoeste (actual Namibia) y Rodesia (actual Zimbabue), que llegaron a realizar incursiones militares en Botsuana y cuya relación tensa se profundizaría tras el final de su presidencia.
Afectado por un cáncer de páncreas terminal, que se vio agravado por numerosos problemas de salud paralelos, Khama falleció el 13 de julio de 1980, pocos días después de haber cumplido 59 años. Fue sucedido en el gobierno y el liderazgo del BDP por su vicepresidente Quett Masire. Su segundo hijo y heredero en el trono BaNgwato, Ian Khama, se convertiría más tarde en el cuarto presidente de Botsuana desde 2008 hasta 2018, mientras que su tercer hijo, Tshekedi Khama II, ocuparía también cargos parlamentarios y ministeriales, ejerciendo como diputado por Serowe West desde 2008 hasta 2023. El BDP continuaría gobernando Botsuana hasta su derrota en 2024, aunque sus hijos abandonaron el partido en 2019 para unirse al Frente Patriótico de Botsuana.
Tanto en su país como en el extranjero, la reputación histórica de Khama es notablemente positiva. Considerado «Padre Fundador» de la Botsuana moderna por su papel en la descolonización y su carácter de primer presidente del país, Khama es también visto como ideólogo y arquitecto de políticas económicas y sociales que conllevaron la transformación de Botsuana de los países más pobres del mundo a una de las naciones más desarrolladas y estables del África subsahariana. Se le atribuye también la supervivencia del país como una democracia parlamentaria liberal pese a estar cercada por Estados autoritarios. En Botsuana su cumpleaños es celerado como día nacional y se le recuerda por medio de numerosos memoriales.

## Primeros años
Seretse Goitsebeng Maphiri Khama nació el 1 de julio de 1921 en Serowe, entonces parte del protectorado británico de Bechuanalandia y capital del reino de la tribu BaNgwato de los Tsuana. Hijo de Sekgoma Khama II, nieto del entonces kgosi de los BaNgwato Khama III, y de la reina Tebogo. Su nacimiento coincidió con la reconciliación de su padre con su abuelo tras un período de conflictos familiares por el control de la tribu, lo que aseguró la posición de Sekgoma como heredero al trono. Su nombre de pila, Seretse, significa «la arcilla que une» en idioma setsuana. Khama III falleció en febrero de 1923, lo que resultó en que Sekgoma II ascendiera al trono y Seretse fuese su príncipe heredero. Sin embargo, el reinado de Sekgoma II fue muy breve y murió en noviembre de 1925, menos de tres años después de asumir el puesto. Seretse tenía solo cuatro años cuando murió su padre, convirtiéndolo en kgosi de la tribu, por lo que su tío Tshekedi Khama actuó como su regente y tutor. Se nombró un consejo de regencia para asistir a Tshekedi en la ausencia del Colegio Nativo. Sin embargo, tras su instalación como regente el 9 de enero de 1926, Tshekedi abolió el consejo de regencia y pasó a gobernar de facto como jefe de la tribu.
Desde los acuerdos que establecieron el protectorado británico, Bechuanalandia se había manejado como un reino semiindependiente en el que las jefaturas tribales de los diversos pueblos (en su abrumadora mayoría de habla setsuana) tenían buena parte del poder. La infancia y adolescencia de Khama coincidieron con el rápido avance del régimen colonial británico sobre las autoridades tribales locales, así como los intentos de la Unión Sudafricana (gobernada por la minoría blanca) para anexar el protectorado. La situación interna de la tribu BaNgwato, la más grande del país, se vio dominada por la minoría de edad de Khama y el control político en manos de Tshekedi, que se enfrentó en múlitples ocasiones con la autoridad británica (que buscó sin éxito destitutirlo) y resistió los esfuerzos anexionistas del régimen sudafricano. La fuerte posición de los BaNgwato y su mayoría numérica convirtieron a Tshekedi en el representante político de todas las tribus Tsuana.
A medida que Seretse crecía, Tshekedi insistió cada vez más en que se le diera una educación liberal, rechazando las propuestas de que se le enviara a una escuela industrial en Sudáfrica, aunque sus motivaciones para enviarlo a estudiar a Europa pueden haber respondido a su intención de consolidar su poder político y retrasar el final de la regencia hasta después de que Khama alcanzara la mayoría de edad. Tras formarse en su juventud en el Instituto Educativo Tiger Kloof de Sudáfrica, Khama asistió a la Universidad Fort Hare, graduándose con una licenciatura en 1944. Viajó al Reino Unido y estudió un año en el Balliol College de Oxford. Posteriormente, en 1946, se incorporó al Inner Temple de Londres para estudiar derecho.

## Matrimonio y controversia

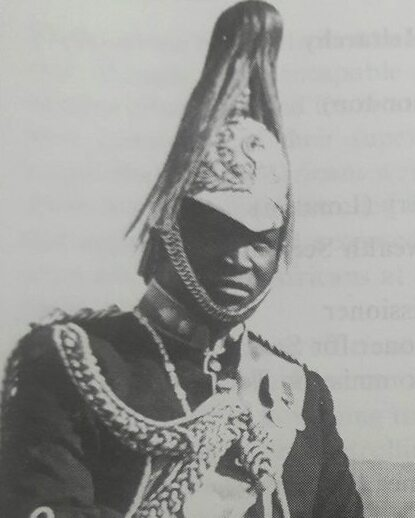
Tshekedi Khama, tío de Seretse Khama y regente de la tribu BaNgwato entre 1925 y 1949.

En junio de 1947, mientras estudiaba derecho en el Inner Temple, Khama conoció a Ruth Williams, una inglesa blanca empleada de Lloyd's of London. Tras un noviazgo de poco más de un año, ambos decidieron casarse. A principios de 1948, el Partido Nacional, formación basada en el nacionalismo afrikáner con sentimientos republicanos y antibritánicos, tomó el poder en las elecciones sudafricanas, instaurando el régimen de segregación racial conocido como apartheid. En el momento de producirse el compromiso de Khama, el Reino Unido estaba desarrollando una bomba atómica y era crucial que el suministro de uranio proveniera de un país en la Mancomunidad de Naciones. Sudáfrica contaba con abundante uranio, que podía extraerse a bajo costo mediante la minería a cielo abierto en el veld por mineros sudafricanos negros, quienes recibían salarios considerablemente inferiores a los de los mineros blancos. El uranio también podía obtenerse en otros lugares de la Mancomunidad, como Canadá, pero el uranio canadiense se extraía mediante pozos profundos en el extremo norte por mineros bien pagados, lo que encarecía considerablemente el uranio canadiense respecto al sudafricano. Por lo tanto, por razones de costo, el gobierno británico prefería comprar uranio sudafricano para su programa de bombas atómicas. El gobierno sudafricano dejó muy claro que su disposición a suministrar uranio para el programa nuclear británico dependía de la interrupción del matrimonio entre Khama y Williams. Ambos eran anglicanos que deseaban casarse dentro de la Iglesia de Inglaterra, pero ninguno de los dos encontró un sacerdote dispuesto a casarlos. Finalmente, el 29 de septiembre de 1948, Khama y Williams contrajeron matrimonio civil en la Oficina de Registro de Kensington.
El matrimonio interracial entre un príncipe africano negro y una oficinista inglesa blanca fue objeto de controversia inmediata tanto entre las autoridades tribales en Bechuanalandia como en la vecina Sudáfrica, y generó reacciones encontradas en la prensa y diferentes figuras políticas en África. Malan, primer ministro de Sudáfrica, calificó el enlace de «nauseabundo» y prohibió el ingreso de los Khama a Sudáfrica (en cuyo territorio se encontraba Mafikeng, la capital administrativa del protectorado). Julius Nyerere, más tarde presidente de Tanzania, declaró que el matrimonio de los Khama era «una de las grandes historias de amor del mundo». Los tradicionalistas tribales en Bechuanalandia cuestionaron el derecho de Khama a casarse con una mujer de etnia no Tsuana. Tras enterarse del matrimonio, Tshekedi Khama ordenó el retorno de su sobrino a Bechuanalandia y la anulación del matrimonio, también presionó a la Oficina Colonial Británica para que obligara a Seretse a renunciar a su esposa o a su derecho al trono, sin éxito.
Khama retornó a Serowe acompañado por su esposa en agosto de 1949. A pesar del recelo público inicial y en contra de lo esperado, la pareja se ganó rápidamente el apoyo del público Tsuana. El arribo de los Khama coincidió con la mejor temporada de lluvia en décadas, lo que fue interpretado por muchos BaNgwato como un buen augurio, y Ruth fue apodada «la reina de la lluvia». Para entonces, la regencia de Tshekedi se había vuelto impopular entre el público por su abuso del reclutamiento militar como arma para silenciar opositores, lo que contribuyó a que la opinión pública local se pusiera del lado de Khama. Tras una serie de reuniones públicas (kgotlas), los ancianos de la tribu reafirmaron a Khama en su cargo de kgosi.  Tras admitir la derrota, Tshekedi Khama abandonó la reserva de Bamangwato para exiliarse voluntariamente en la reserva de Bakwena. Tras recibir apoyo popular en Bechuanalandia, Khama fue llamado a Londres en marzo de 1950 para reunirse con funcionarios británicos.
Sacudido por la victoria política de Khama en su tierra natal y deseando conservar la confianza del gobierno sudafricano, el gobierno británico le ofreció a Seretse 1.000 libras si renunciaba a su derecho al trono. Luego de que Khama se negara, le anunciaron que sería desterrado de Bechuanalandia durante los próximos cinco años. En un telegrama a su esposa, escribió: «Mi tribu y yo hemos sido engañados por el gobierno británico. Me han prohibido entrar en todo el protectorado. Con cariño, Seretse».

## Exilio
El gobierno británico llevó a cabo una investigación judicial sobre la idoneidad de Khama para la jefatura. La investigación no desaprobó el matrimonio interracial como tal e informó que Khama era eminentemente apto para gobernar a la tribu BaNgwato, «de no ser por su desafortunado matrimonio» que impedía las buenas relaciones con los regímenes vecinos del apartheid. El gobierno ordenó la supresión del informe (que permanecería así durante treinta años) y exilió a Khama y a su esposa de Bechuanalandia en 1951. Ese mismo año, Ruth se uniría finalmente a Khama en Inglaterra y el matrimonio vivió como exiliado en Croydon. De acuerdo con su esposa, Khama sufrió episodios de profunda depresión durante su exilio, especialmente a partir de 1952. Durante esta etapa, Ruth le dijo al reportero canadiense Mackenzie Porter: «A veces simplemente se sienta frente al fuego calentándose las manos y meditando. Sufre de lumbago debido al clima. Por mucho que lo ame (más que el día en que nos casamos), no puedo conmoverlo cuando entra en uno de sus estados de ánimo sombríos. No hay absolutamente nada que lo saque de ese estado».
La decisión del gobierno británico respecto a Khama causó controversia de inmediato, tanto en Gran Bretaña como en Bechuanalandia. En el Reino Unido, la opinión pública se puso del lado de los Khama, y el asunto se convirtió en una cuestión de debate entre la clase política, con algunos sectores cuestionando el incidente como una inaceptable imposición de hecho de la legislación sudafricana del apartheid en territorio británico, ya que el matrimonio interracial no era ilegal en el Reino Unido. Varios periódicos británicos pidieron la dimisión de Lord Salisbury, el ministro responsable de la decisión. Una delegación de seis BaNgwato viajó a Londres para visitar a Khama y a Lord Salisbury, siguiendo el ejemplo de la delegación de tres kgosis enviada en 1895 a la reina Victoria, pero no tuvo éxito. Sin embargo, cuando la Alta Comisión Británica les ordenó encontrar un candidato adecuado para reemplazar a Khama, los BaNgwato rechazaron la orden. Winston Churchill, como líder de la Oposición, criticó el exilio de Khama por parte del gobierno de Clement Attlee, calificándola de "una transacción muy deshonrosa". Sin embargo, tras ganar las elecciones de 1951, Churchill decidió que la prohibición se mantuviera vigente, alegando que el regreso de Khama supondría un peligro para el orden público. A pesar de sus afirmaciones, estallaron disturbios en Bechuanalandia al enterarse de que no se permitiría el regreso de los Khama.
En Bechuanalandia, el exilio consolidó la figura política de Khama por encima de su posición tribal, motivando reacciones a su favor por parte de elementos anticolonialistas y contrarios al apartheid. A lo largo de los primeros años de la década de 1950, las demostraciones de descontento y las protestas contra el régimen colonial se volvieron recurrentes. Asimismo, el avance de la segregación racial en Sudáfrica y el crecimiento de la condena internacional al apartheid, junto con el avance de los movimientos a favor de la descolonización, persuadieron al Reino Unido de continuar apaciguando al régimen sudafricano. Finalmente, luego de que los representantes BaNgwato enviaran un telegrama a la reina Isabel II solicitando el regreso de Khama en 1956, el gobierno británico aceptó permitirle retornar con la condición de que abdicara formalmente al trono. Tshekedi y Khama hicieron las paces tras el regreso de Khama, y Khama se convirtió en el líder de facto de la tribu, aunque el Reino Unido exigió su abdicación a la jefatura oficial para permitirle volver. Khama se estableció junto a su familia en Serowe, donde comenzó una infructuosa etapa como ganadero. La pareja tuvo cuatro hijos: Jacqueline (nacida en Bechuanalandia durante el exilio de Khama en 1951), Ian (nacido en Inglaterra en 1953) y los gemelos Tshekedi y Anthony nacidos tras el retorno a Serowe en 1958.

## Descolonización

### Inicios en la política secular
El final de la década de 1950 vio la irrupción del movimiento por la descolonización en Bechuanalandia al igual que en el resto del continente africano. Los cambios institucionales que condujeron al establecimiento de un gobierno nacional electo y la posterior independencia se produjeron con velocidad, pero de manera mayormente pacífica. En diciembre de 1960 se promulgó una nueva constitución que creó un Consejo Legislativo y un «Consejo Africano» asesor para la colonia. El Consejo Legislativo tenía poco más de 30 miembros: 10 funcionarios coloniales, 10 negros, 10 blancos, un asiático y algunos miembros designados. Los 10 miembros negros fueron elegidos por el Consejo Africano, mientras que los 10 blancos y el miembro asiático fueron elegidos directamente. Tras haber abdicado al trono BaNgwato y luego de cuatro años como secretario del Consejo Africano, Khama decidió involucrarse en la política secular y se presentó como candidato para ocupar uno de los diez escaños negros, obteniendo la mayor cantidad de votos y ganando de este modo un escaño en el Consejo, asumiendo su cargo en junio de 1961. En los Honores de Cumpleaños de 1961, Khama fue reconocido por sus servicios como secretario tribal con su nombramiento como Oficial de la Orden del Imperio Británico (OBE).

### Fundación del BDP

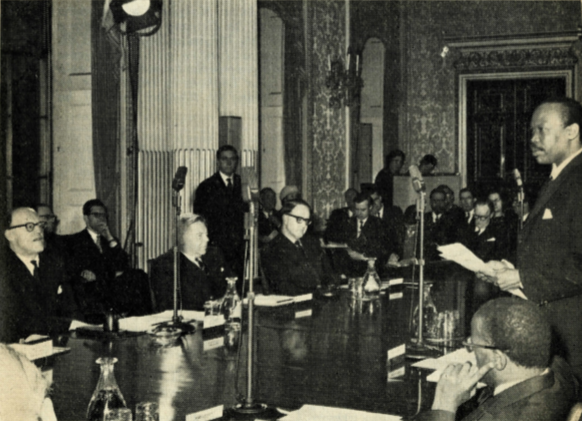
Khama durante las conversaciones para la independencia de Botsuana.

Resultado por circunscripción de las elecciones generales de 1965, que marcaron la llegada al poder del BDP.

En la década de 1960, los últimos planes para una eventual incorporación de Bechuanalandia a Sudáfrica fueron abandonados cuando el régimen del apartheid declaró al país una república, y el gobierno británico comenzó a implementar un plan para el autogobierno y eventual independencia del protectorado. En 1964 se terminó de construir la actual Gaborone como nueva capital para el país y la sede de la administración gubernamental se trasladó allí desde Mafeking en 1965. Para 1961, el desarrollo político de Bechuanalandia era todavía muy básico y solo existían dos partidos políticos: el Partido Federal, fundado en 1959 para representar a la todavía minúscula clase educada y cuyo propósito era una independencia gradual a través del diálogo; y el Partido Popular o BPP, fundado por Philip Matante y Motsamai Mpho en 1960 como el primer partido de masas del país. El BPP promovía la independencia inmediata, tenía fuertes raíces en el socialismo africano y el panafricanismo, la mayor parte de sus partidarios habían sido influenciados por activistas sudafricanos exiliados por el régimen del apartheid y mantenía un retórica anticolonial radical. Aunque simpatizaba con algunas de las posiciones nacionalistas y anti-apartheid del BPP, Khama se opuso a este por su encendida retórica socialista. Si bien el apoyo al partido se limitaba a ciertos sectores particulares y la gran población del protectorado permanecía despolitizada, su posición como única fuerza política formal parecía garantizarle una eventual toma de poder, lo que preocupó al gobierno colonial británico. Sectores del gobierno británico vieron en Khama, previamente un elemento incómodo, como el único liderazgo capaz de contrapesar al BPP, por lo que le propusieron establecer un partido político propio con sus credenciales tribales como base. Tras una serie de reuniones, en noviembre de 1961, Khama y otros miembros del Consejo Africano establecieron el Partido Democrático de Bechuanalandia o BDP.
El BDP realizó su congreso público fundacional el 28 de febrero de 1962 y comenzó a organizarse para establecerse en todo el territorio del protectorado. Khama fue elegido presidente del partido, con Quett Masire (un BaNgwaketse) como secretario general y líder adjunto. La estructura inicial del BDP estaba dominada por la élite ganadera a la que Khama pertenecía, pero el partido comenzó a ganar apoyo rápidamente por su discurso pragmático, que la mayoría de la población percibió como más realista. Khama buscó establecer una amplia coalición con las jefaturas de otras tribus, comprometiéndose a preservar las tradiciones tribales, aunque proponiendo que estas tuvieran un papel perfiérico en los asuntos públicos. Defendió a su vez la independencia del protectorado bajo un gobierno democrático y el establecimiento de una economía de libre mercado, en contraposición a los ideales socialistas de la mayoría de los líderes políticos africanos de la época. Su posición moderada le permitió al partido disfrutar del apoyo de la autoridad colonial, que le garantizó al BDP el acceso a los medios de comunicación y a ciertos recursos para consolidar su posición, así como el acceso a financiamiento por parte de empresarios blancos. Asimismo, la condición de jefe tribal de Khama le garantizó el respaldo automático de sus súbditos BaNgwato. Para 1964, el estallido de una serie de crisis internas en el liderazgo del BPP que motivó la ruptura entre Matante y Mpho (el cual fundó el Partido de la Independiencia como escisión del BPP) permitió que el BDP se convirtiera en la principal fuerza política de Bechuanalandia.

### Elecciones generales de 1965

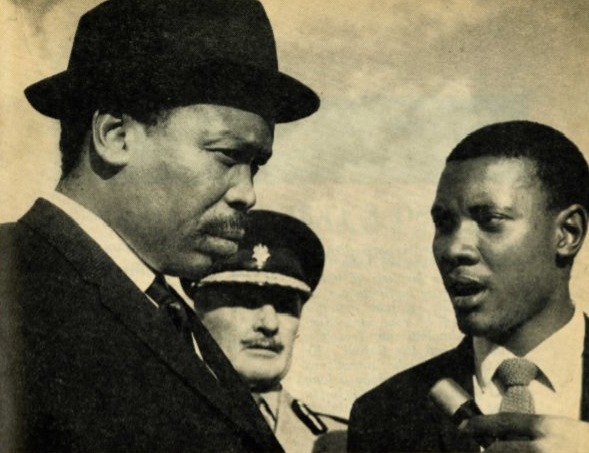
Khama en febrero de 1966, ya como primer ministro de Bechuanalandia.

Entre 1963 y 1964, se celebraron en Bechuanalandia debates constitucionales que incluyeron a tres representantes de los jefes, tres de los blancos, uno de los asiáticos, dos funcionarios y tres representantes de cada uno del BDP y de las dos facciones del BPP (tras la segunda división en 1964, cada una de las tres facciones del BPP estuvo representada). Khama tomó parte en estas conversaciones. Fue durante este período que se desegregó racialmente la infraestructura pública; por ejemplo, las escuelas públicas no abrieron sus puertas a todos hasta enero de 1964. Finalmente, se acordó la creación de una Asamblea Nacional, que sería elegida por sufragio universal para adultos para un mandato de cinco años por medio de escrutinio mayoritario uninominal en 31 circunscripciones, a las cuales se sumarían cuatro miembros adicionales serían elegidos indirectamente por ella. Habría una «Cámara de Jefes» consultiva que tendría que ser consultada sobre la legislación relacionada con el derecho y las costumbres tradicionales y las instituciones tribales, pero que no podría retrasar la aprobación de la legislación, compuesta por los jefes de los ocho principales cacicazgos Tsuana y cuatro representantes elegidos por las autoridades tribales más pequeñas. El líder del partido con el apoyo de la Asamblea Nacional se convertiría en primer ministro.
Las primeras elecciones generales bajo sufragio universal en la historia del protectorado tuvieron lugar el 1 de marzo de 1965. Tal y como se esperaba, el BDP se benefició de sus credenciales tribales, la elevada popularidad de Khama y el apoyo «velado» del gobierno colonial y obtuvo una victoria aplastante con el 80,38 % de los votos y 28 de los 31 escaños electos, mientras que el BPP liderado por Matante ganó los 3 escaños restantes y las demás fuerzas políticas fracasaron en obtener escaños. El principal apoyo al BDP provino del Distrito Central, hogar de la mayoría del pueblo BaNgwato. En su circunscripción en Serowe North, Khama obtuvo un triunfo casi unánime con un 98,47 % de los votos sobre sus dos rivales del BPP y el BIP. Por otro lado, el BDP fue más débil en el norte del país y en las escasas urbanizaciones entonces existentes, resultando derrotado por el BPP en Francistown y Mochudi y obteniendo triunfos estrechos en la región de Ngamiland (donde se benefició de la división de sus oponentes). Dos días después de la victoria, Khama fue juramentado como primer ministro de Bechuanalandia, el primer líder democráticamente electo en la historia del protectorado.
El período de Khama como primer ministro estaba destinado a durar hasta la independencia del país, con lo cual se adoptaría una constitución definitiva. En este período, Khama dedicó sus esfuerzos a convencer a las jefaturas tribales de aceptar una constitución de corte liberal, a pesar del reconocimiento a las instituciones tribales. El proyecto constitucional propuesto establecía una república parlamentaria con una presidencia ejecutiva e institucionalizaba la «Cámara de Jefes» como un organismo consultivo, pero no una cámara alta. Descontentos por el escaso papel otorgado a las jefaturas en el proyecto constitucional, los jefes tribales emitieron un veto contra ella en 1966. Khama lanzó una campaña nacional de apoyo a la constitución. Las elecciones de gobierno local en junio de 1966 vieron al liderazgo del BDP consolidarse con una nueva victoria y el control de la mayoría de los concejos locales, lo que condujo a los jefes tribales a aceptar la nueva realidad. La constitución fue ratificada y el 30 de septiembre de 1966, Bechuanalandia accedió a la independencia como la moderna «República de Botsuana», con Khama siendo juramentado como su primer presidente.

## Presidencia de Botsuana: 1966-1980

### Política interna

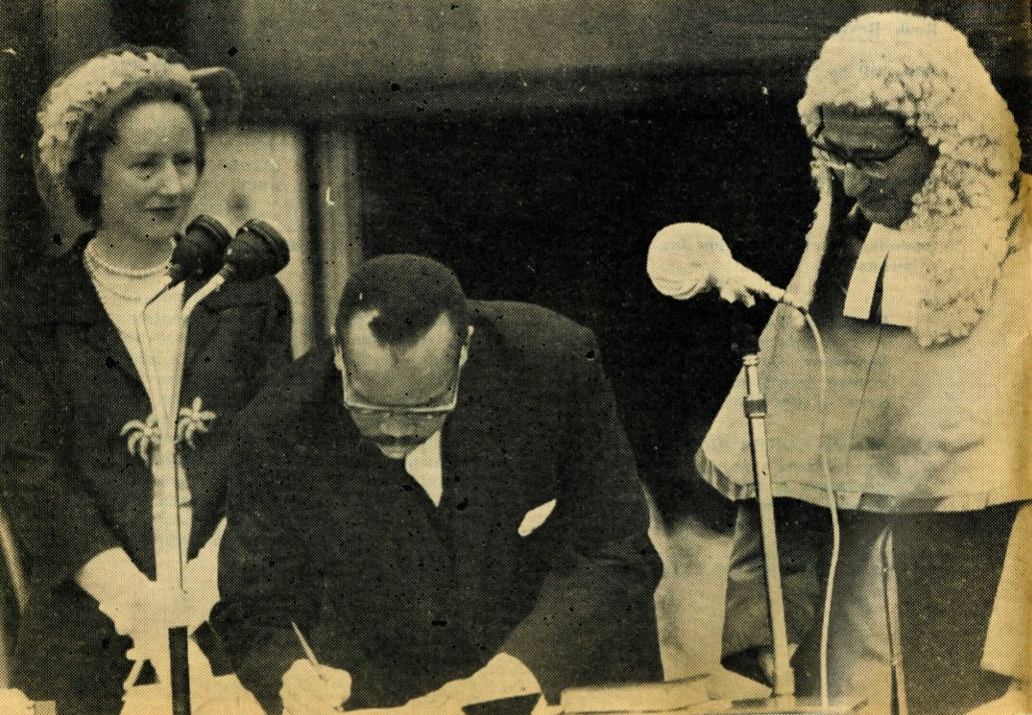
Khama asumiendo como presidente de Botsuana el 30 de septiembre de 1966. A su izquierda Ruth Williams Khama, primera dama.

En el momento de la independencia, Botsuana era el tercer país más pobre del mundo, más pobre incluso que la mayoría de los otros países africanos. Su infraestructura era mínima, contando con solo 12km de carreteras pavimentadas y un PIB per cápita aproximado de unos 70 dólares estadounidenses. Asimismo, en ese momento muy pocos de sus ciudadanos habían recibido educación formal, con solo 22 graduados universitarios y 100 graduados de la escuela secundaria, se estimaba que solamente el 25% de la población sabía leer y escribir. Alrededor de un 90% de los botsuanos eran ganaderos o agricultores de subsistencia que vivían en la extrema pobreza. Asimismo, el año de la independencia coincidió con una brutal sequía que eliminó entre un 30 y 50% de la población de ganado, y alrededor de la mitad de la población dependía del Programa Mundial de Alimentos para evitar la hambruna. Todavía no se conocían suministros de recursos minerales (la búsqueda de los mismos estaba en proceso y los primeros yacimientos de diamantes no se descubirían sino hasta unos meses después de la proclamación del nuevo Estado) y la mayoría de la fuerza laboral botsuana se constituía de trabajadores migrantes en Sudáfrica, por lo que el nuevo Estado era abrumadoramente dependiente del régimen del apartheid para acceder a la comunidad global, lo que llevó a muchos observadores extranjeros a creer que se terminaría convirtiendo en «un bantustán de facto».
Contrarrestado por el complejo panorama económico y social, Khama dedicó los primeros meses de la independencia de Botsuana a establecer la burocracia del nuevo Estado y garantizar su reconocimiento por parte de la comunidad internacional. Estados Unidos y Japón fueron los primeros dos países, además del Reino Unido, en reconocer la independencia de Botsuana el mismo día de la misma. El 14 de octubre, dos semanas después de la independencia, Botsuana fue admitida en la ONU y se incorporó el 17 de octubre. Asimismo, anunció el lanzamiento de un ambicioso programa económico destinado a transformar la nación en una economía basada en la exportación, con énfasis en la producción ganadera y la minería de metales y piedras preciosos. El descubrimiento en los primeros meses de 1967 de los yacimientos de diamantes de Orapa impulsaría este programa.
La construcción de una burocracia estatal eficiente fue el primer desafío asumido por la gestión de Khama. El liderazgo inicial de Botsuana estuvo dominado por las familias tribales gobernantes, así como por un pequeño número de funcionarios públicos altamente educados. Sus similitudes económicas e ideológicas significaron que el gobierno se mantuvo estable sin luchas políticas internas. Khama implementó fuertes medidas para combatir la corrupción. El pequeño servicio público se transformó en una burocracia eficiente y relativamente libre de corrupción, con empleados contratados por mérito. Khama resistió los llamados a «indigenizar» o «africanizar» inmediatamente la burocracia, y el gobierno retuvo a expatriados extranjeros trabajando en la burocracia hasta que se encontraran locales debidamente cualificados para reemplazarlos. El gobierno reforzó su estabilidad al dotar a su servicio civil de expertos extranjeros, a diferencia de otros nuevos países africanos que a menudo los rechazaban. Esto preservó un gobierno burocrático de estilo occidental con énfasis en el desarrollo. Se animó a las compañías mineras a explorar el país en busca de más recursos, lo que condujo al descubrimiento de nuevos yacimientos de cobre, níquel y carbón. La falta de corrupción le dio al estado más legitimidad y le ganó el favor de los aliados occidentales, que aportaron una gran cantidad de ayuda internacional al país. El Reino Unido continuó financiando a Botsuana durante los primeros cinco años de su existencia.
Botsuana heredó un sistema parlamentario basado en el modelo Westminster, con algunas incorporaciones constitucionales adaptadas. A pesar de los temores por parte de sectores disidentes sobre la inminente criminalización de los partidos de la oposición, Khama siempre rechazó públicamente el unipartidismo. Khama cuestionó el autoritarismo en varios de sus discursos, declarando en 1967: «creo que el problema que hoy enfrentamos en el mundo se debe principalmente a la negativa a intentar ver el punto de vista de otro hombre, a intentar persuadir con el ejemplo, y a buscar satisfacer un deseo bastante apasionado de imponer la propia voluntad a los demás, ya sea por la fuerza u otros medios». Botsuana y Gambia (gobernada por Dawda Jawara) se mantuvieron como los únicos países del África subsahariana postcolonial que no criminalizaron a los partidos de la oposición durante las décadas de 1960 y 1970 y celebraron elecciones multipartidistas periódicas, aunque en ambos casos bajo sistemas de partido dominante. El BDP gobernó hegemónicamente gracias al apoyo del voto BaNgwato en el populoso Distrito Central, a la debilidad estructural de los partidos opositores y al sistema electoral de escrutinio mayoritario uninominal, que garantizó una mayoría abrumadora para el partido ganador. Tras la independencia, Khama lideró al BDP a tres victorias aplastantes consecutivas en 1969, 1974 y 1979, no enfrentando más de siete parlamentarios de la oposición en todo su período de gobierno. Desde el Golpe de Estado que derrocó a Jawara en 1994, Botsuana prevaleció como la democracia liberal ininterrumpida más longeva del continente africano, distinción que ostenta hasta la fecha.
Los motivos del gobierno del BDP para preservar el sistema multipartidista después de la independencia, mientras que la gran mayoría de los países africanos adoptaron el sistema de partido único, son objeto de debate histórico. En general, los partidarios de Khama han defendido que tanto este como buena parte de la élite que controlaba el BDP, en su mayoría dirigentes educados en el Reino Unido con formación liberal, estaban comprometidos con mantener la mayor cantidad de aspectos posibles del modelo parlamentario, incluyendo la democracia multipartidista. Sectores más moderados estiman que Khama no vio la necesidad (esgrimida por otros líderes africanos) de criminalizar a los partidos de la oposición en aras de preservar la estabilidad del país (al tener Botsuana focos de conflictividad étnica mucho menores) e incluso pudo ver en la preservación de un Estado de derecho de corte occidental una forma pragmática de hacer que Botsuana resaltara entre los demás países del continente, elemento clave para ganar prestigio internacional. Los opositores al BDP y analistas más escépticos, por su parte, consideran que el gobierno de Khama toleró la existencia de los partidos opositores simplemente por el hecho de que estos eran demasiado débiles como para derrotarlo en las urnas. Kenneth Koma, uno de los principales dirigentes opositores durante el mandato de Khama, declaró reiteradamente que el BDP habría instaurado un sistema de partido único si los partidos de la oposición hubieran representado una amenaza electoral seria. Aún con la tolerancia a los partidos de la oposición, las elecciones en Botsuana bajo el gobierno de Khama se caracterizaron por los cuestionamientos de la oposición a la transparencia de las autoridades (no se instalaría un ente electoral autónomo, la Comisión Electoral Independiente, hasta 1997) y la baja participación (solo un 26% de los botsuanos en edad de votar efectivamente lo hicieron en las elecciones de 1974), y la mayor parte de la población permaneció despolitizada.

### Relaciones tribales

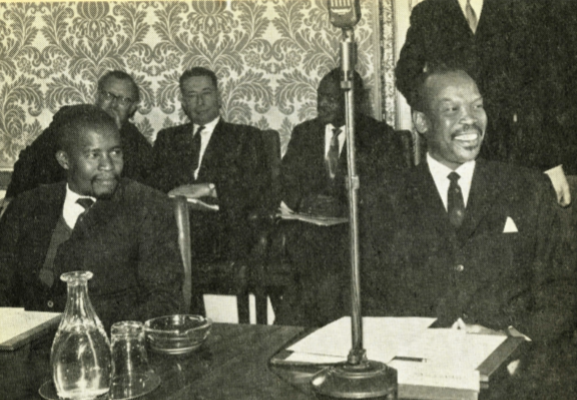
Khama junto a su más tarde vicepresidente Quett Masire, 1965.

Las elecciones de 1969 garantizaron la reelección de Khama a pesar del surgimiento del BNF como nueva fuerza opositora.

Khama buscó establecer una política de consenso y colaboración con las diferentes jefaturas tribales frente al avance del Estado sobre las prerrogativas de las tribus. Botsuana conservó gran parte de sus instituciones tribales precoloniales después de la independencia, un efecto tanto del fuerte gobierno centralizado asociado con las tribus de habla setsuana como de la intervención relativamente limitada del gobierno británico en tiempos coloniales. La naturaleza deliberativa de la política de la nación antes y después de la independencia fue una excepción a muchas otras naciones africanas que se volvieron autoritarias después de la independencia. En lugar de abolir las jefaturas, el nuevo gobierno las incorporó al sistema legal, dando a los jefes poderes judiciales a través de las kgotla, sujetos a tribunales de apelación. La constitución estableció la Ntlo ya Dikgosi («Cámara de Jefes») como un ente representativo de las jefaturas anexo al Parlamento (si bien no se trató de una cámara alta), mientras que la Ley de Jefaturas de 1966 delimitó las prerrogativas de los jefes tribales. Una tradición general de sumisión al liderazgo, una vez dada a los jefes, se trasladó a la presidencia.
El panorama tribal en Botsuana no estuvo exento de conflictos. El año 1969 vio el surgimiento del primer foco de oposición tribal serio a Khama en torno a Bathoen Gaseitsiwe, jefe de la tribu Bangwaketse (segunda tribu más grande del país después de los BaNgwato). Un conservador y tradicionalista tribal, Bathoen consideraba que el gobierno de Khama estaba destruyendo el poder de los líderes tribales para reemplazarlo por la estructura del Estado botsuano, criticando además entidades como la Ntlo ya Dikgosi como carentes de verdadero poder. Aunque Khama logró llegar a un consenso con la mayoría de los jefes tribales del país, Bathoen abdicó a la jefatura de los Bangwaketse el 1 de julio de 1969, luego de más de cuarenta años de reinado, anunciando su ingreso a la política secular como candidato presidencial del Frente Nacional de Botsuana, hasta entonces un pequeño partido marxista liderado por el intelectual Kenneth Koma. Koma había decidido ofrecer a Bathoen el liderazgo del BNF y su candidatura con el objetivo de construir una base territorial sólida para el partido con el fin de construir una «coalición de clases» entre tribalistas y socialistas para desalojar del poder al BDP, cuyo gobierno consideraba «neocolonial y reaccionario».
Durante las siguientes semanas, el BNF intentó acercarse a los demás partidos de la oposición para ampliar la alianza. Anticipándose a la formación de un polo opositor cohesionado, Khama disolvió el Parlamento el 23 de agosto, seis meses antes de la finalización constitucional del mandato parlamentario, y convocó a elecciones generales para octubre de 1969, escudándose en la necesidad de ganar un nuevo mandato para encarar el panorama económico y social. Realizada en un contexto de profunda apatía y con baja participación, la elección vio al BDP perder cuatro escaños y obtener menos de la mitad de los votos que obtuvo en 1965. El mayor revés electoral para el gobierno fue la aplastante derrota del vicepresidente Quett Masire en la circunscripción de Kanye South ante el mismo Bathoen, que asumió como líder de la Oposición. Masire permaneció en el cargo cuando Khama lo designó como «Miembro Especialmente Elegido». El resultado pudo influir en una reforma constitucional posterior que incompatibilizó la función presidencial con la de un parlamentario electo. Aunque el BDP ganó de todas formas las elecciones por aplastante margen frente a una oposición dividida, el BNF irrumpió como principal fuerza de la oposición, mientras que el gobierno vio su mayoría reducida a 24 de 31 escaños electos y obtuvo el 68,21 % del voto popular, el resultado más débil del partido bajo el liderazgo de Khama.
En los años siguientes, la autoridad presidencial por encima de las jefaturas tribales continuó avanzando. En virtud de la Ley de Jefaturas de 1966, el presidente podía suspender y destituir a los jefes tribales tras una comisión judicial de investigación. Neale Sechele, jefe de la tribu Bakwena, fue obligado a dimitir en 1970 ante la amenaza de destitución mientras una comisión investigaba su posible alcoholismo. Ese mismo año, una enmienda a la Ley abolió la comisión judicial, concediendo al presidente un poder de decisión casi total sobre la continuidad de las jefaturas tribales. Los llamados al avance del Estado sobre las tribus dentro del BDP se acrecentaron en este período. En 1971, Englishman Kgabo, ministro de Gobierno Local y Tierras, declaró que un jefe tribal no era un monarca hereditario sino «un funcionario público como cualquier otro». En 1973, Seepapitso IV de la tribu Bangwaketse se convirtió en el primer jefe tribal en ser desalojado de su cargo temporalmente por Khama, acusado de incumplimiento de sus funciones. En 1977, Besele II de Barolong fue igualmente destituido por el mismo motivo. Sin embargo, en 1979, durante la última etapa de su presidencia y ya aquejado por problemas de salud, Khama designó a su hijo Ian Khama como su sucesor en la jefatura de los BaNgwato, a pesar de que aún era soldado activo de las Fuerzas de Defensa, lo que desató acusaciones de favoritismo. Desde la muerte de Khama, las destituciones de jefes tribales se han vuelto inusuales, y (fuera del caso del propio Ian Khama) estos en general se han mantenido alejados de la política secular.

### Aspectos económicos

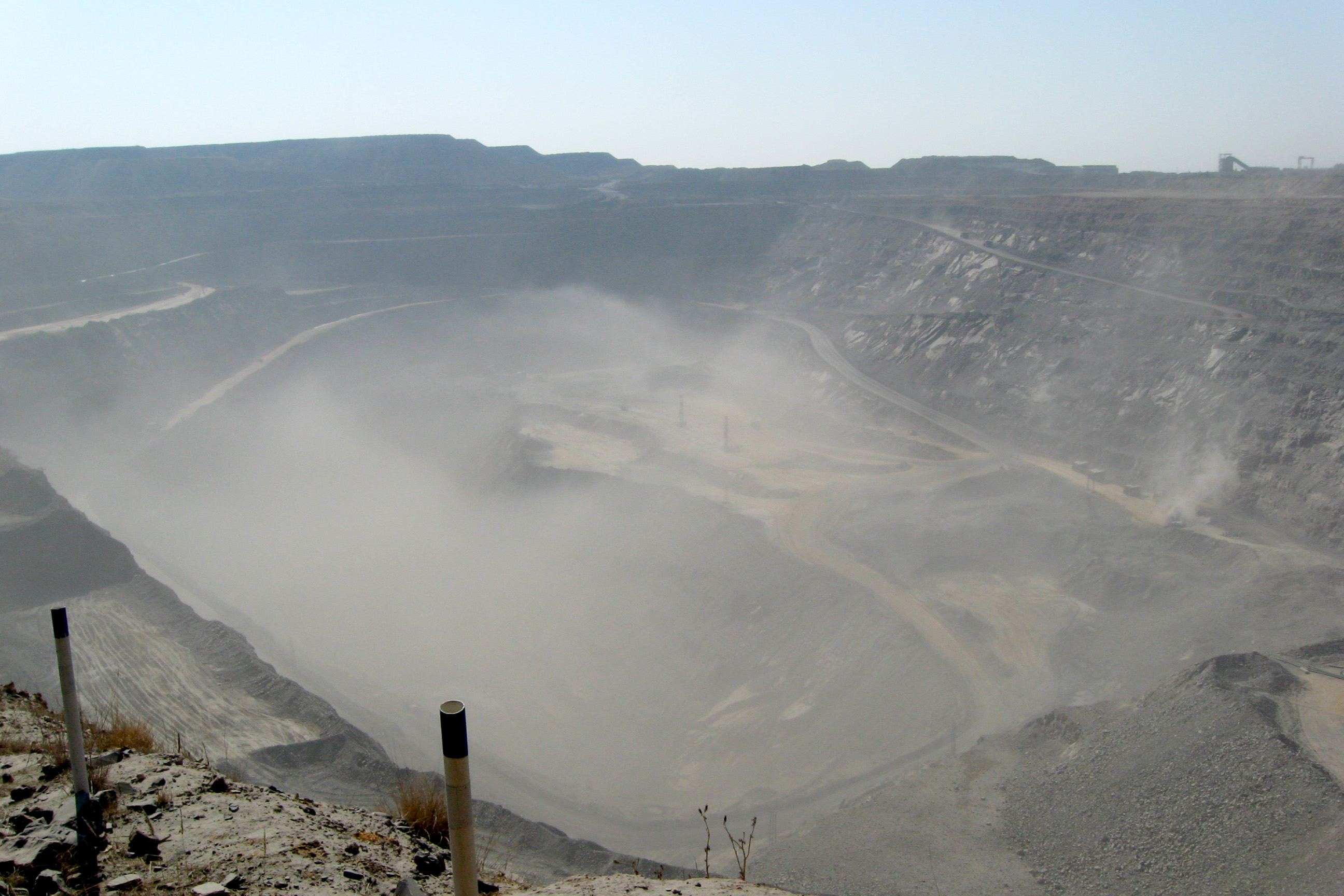
Mina de diamantes en Jwaneng. La minería se convirtió en el principal motor económico del país a partir de la década de 1970.

Mapa de las elecciones de 1974, en las que Khama obtuvo su tercer mandato en medio de una baja participación electoral.

Cuando se independizó del Reino Unido, Botsuana era una economía predominantemente agrícola y ganadera que carecía de una importante fuente de ingresos propia. La ayuda británica representó casi la mitad de su presupuesto durante los primeros años. Khama esperaba que la administración trasparente de los recursos volviera al país un destino atractivo para los inversores. Para empezar a expandir la economía más allá de su dependencia de la ganadería y hacia los diversos recursos minerales de Botsuana, Khama solicitó importantes préstamos del extranjero, logrando obtener en pocos años un amplio apoyo de organizaciones occidentales. También recibió el apoyo económico de los Estados Unidos, que veían al país como una democracia aliada que podía jugar un papel destacado en estabilizar el Sur de África. Esta ayuda proporcionó a Botsuana las herramientas para las operaciones mineras a pequeña escala, produciendo algo de oro, cianita, cobre y cantidades más considerables de amianto y manganeso. Si bien los primeros líderes de Botsuana adoptaron algunas políticas consideradas posteriormente como de tendencia neoliberal, reconocieron los peligros de depender excesivamente del Fondo Monetario Internacional y el Banco Mundial, por lo que se aseguraron de mantener relativa distancia.
Los descubrimientos minerales comenzaron pocos meses después de la independencia y se generalizaron durante la siguiente década. En marzo de 1967, la compañía de diamantes sudafricana De Beers descubrió enormes yacimientos de diamantes en territorio de Botsuana, y las operaciones para su extracción comenzaron casi de inmediato. Ese mismo año se encontraron depósitos de cobre en Selebi-Phikwe, lo que reveló aún más la riqueza mineral del país. El gobierno de Khama se asoció con De Beers en 1969 para llevar a cabo operaciones de extracción de diamantes más grandes, y participó en una renegociación de la Unión Aduanera de África Austral ese mismo año para mejorar su influencia económica en la región. Una mina en Morupule comenzó a producir carbón en 1973, proporcionando a la nación una gran parte de su suministro de energía. La mina de diamantes de Orapa (la más grande del mundo) se inauguró en 1971, y se finalizó un acuerdo de reparto de ingresos entre el gobierno y De Beers en 1974. La Botswana Development Corporation, de propiedad estatal, fue fundada en 1970. Para 1973, los diamantes representaban el 10% del PIB de Botsuana, y a finales de la década de 1970, la minería era la industria más grande del país. El gobierno de Khama renegoció su acuerdo minero con De Beers entre 1971 y 1975, transfiriendo la mayoría de las ganancias a la nación. En su asociación con De Beers, el gobierno formó la compañía minera Debswana en 1978, obteniendo ingresos significativos para el estado.
Los primeros años de la década de 1970 vieron también la realización de una serie de políticas que favorecieron al sector rural, hasta entonces ampliamente postergado. Por medio de una fuerte inyección del gasto público resultante de la generación de diamantes, se mejoró el acceso de la población a la educación, la atención sanitaria y ciertas facilidades. Si bien la población permaneció en gran medida apática políticamente, la popularidad del gobierno aumentó en forma considerable y esto le valió a Khama una nueva victoria aplastante en las elecciones de 1974, en las que obtuvo un tercer mandato y la proporción de voto popular más alta en la historia electoral del país (con algo más del 76 % de los votos válidamente emitidos), aunque solo votó poco más de un 31 % del electorado registrado. El oficialismo achacó la baja participación a un error en la organización del censo electoral, y postuló que probablemente los votantes estaban satisfechos con el gobierno y, por lo tanto, se habían vuelto complacientes.
Como consecuencia de los ingresos masivos de la industria minera, Botsuana tuvo la economía de más rápido crecimiento del mundo entre las décadas de 1960 y 1980. A medida que la economía de los diamantes se desarrolló y las inversiones volvieron al país, Botsuana escapó de la pobreza y llegó a ser vista como un éxito entre las demás naciones del África subsahariana. El Ministerio de Planificación del Desarrollo existió brevemente tras una escisión en el Ministerio de Finanzas entre los funcionarios tradicionales vinculados al protectorado y los partidarios del vicepresidente Masire, quienes deseaban un desarrollo más agresivo. Estos últimos tomaron el control, y los ministerios se reunificaron como el Ministerio de Finanzas y Planificación del Desarrollo en 1970. Debido al limitado número de personas cualificadas para gestionar la economía, este ministerio asumió el control casi total del gasto público e inició el Proyecto Shashe, que exigía un desarrollo extensivo que superaba el PIB del país. Esto incluyó la creación de un complejo minero de cobre y níquel, que se convirtió en la máxima prioridad del gobierno.
La Ley del Agua y la Ley de Tierras Tribales se promulgaron en 1968, creando la Junta de Distribución del Agua y doce juntas de tierras, respectivamente. Estas supervisaban la distribución de los derechos de agua y tierra por parte del estado, en lugar de a través de la propiedad de cada tribu. Con esto, subsumieron efectivamente los poderes tradicionales de los jefes. La Política de Tierras de Pastoreo Tribales se implementó en 1975 para prevenir el sobrepastoreo, pero resultó infructuosa. En efecto, permitió a los ciudadanos adinerados reclamar grandes parcelas de tierra para el ganado a expensas de los ciudadanos menos adinerados. Las clases altas y medias fueron las que obtuvieron más beneficios, lo que aumentó la desigualdad de la riqueza, pero también significó que se podían reducir los impuestos, lo que les valió el apoyo de los campesinos. La participación extranjera en la economía se convirtió en un asunto político en ese momento, ya que los extranjeros se beneficiaban del crecimiento de la nación mientras que los empleos nacionales se desarrollaban lentamente. La ganadería, que ya se había visto afectada por un importante brote de fiebre aftosa en 1977, perdió la importancia que había tenido anteriormente hacia el final del mandato de Khama. Botsuana comenzó a emitir su propia moneda, la pula, en 1976. El gobernador del Banco de Botsuana, Quill Hermans, impulsó la desvinculación financiera del rand sudafricano. A pesar de la preocupación internacional de que Botsuana no pudiera mantener su propia moneda, Khama consideró que sus asesores económicos eran capaces y confiaba en su decisión.

### Política educativa
La instalación de una infraestructura educativa básica fue una de las máximas prioridades del gobierno de Khama, como una medida necesaria para garantizar la independencia del país. En el momento de la independencia había solo unas pocas escuelas en funcionamiento y la educación estaba excesivamente influenciada por el colonialismo británico, por lo que la deserción escolar era alta. La primera política educativa de la administración fue «Education for Kagisano», iniciada en 1977 y que delimitó las bases del sistema educativo de Botsuana hasta 1993. «Kagisano» es un concepto en idioma setsuana que puede ser traducido como «armonía» o «justicia social». Bajo el gobierno de Khama se construyó el primer instituto de educación superior del país, que se convertiría en la moderna Universidad de Botsuana poco después de su muerte, en 1982.

### Relaciones exteriores

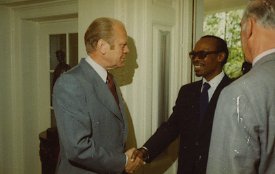
Khama junto al presidente de los Estados Unidos Gerald Ford, 1976.

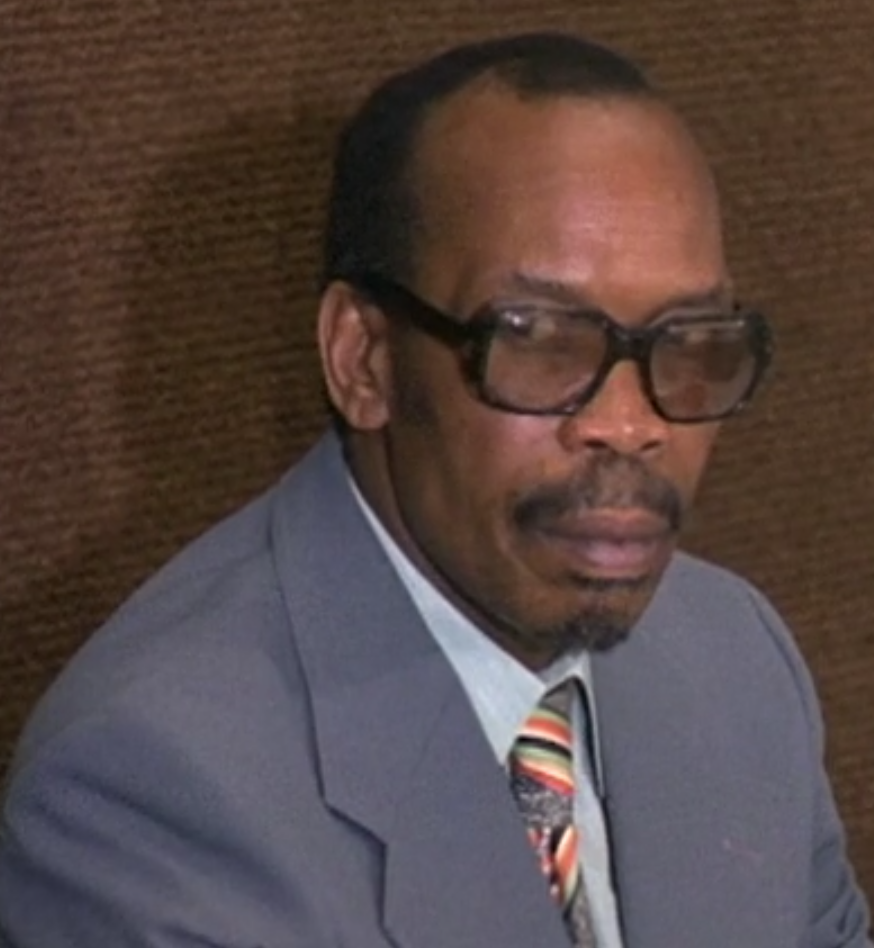
Khama durante una visita a la Comunidad Europea en Bruselas, en 1977.

El gobierno de Khama mantuvo una política exterior pragmática y sostuvo una postura simpatizante con la no alineación, aunque buena parte de su diplomacia estuvo orientada mayormente a Occidente, en particular al Reino Unido (su antigua potencia colonial) y más tarde los Estados Unidos. El motivo para la posición prooccidental de Khama radicaba en la necesidad del país de obtener independencia respecto al régimen del apartheid y el temor persistente a una infiltración política o una anexión violenta y desventajosa por parte de Sudáfrica si el país colapsaba, para lo cual Khama consideró necesario que Botsuana mantuviera una vinculación directa y estrecha con las naciones occidentales a fin de que estas rechazaran una intervención sudafricana. El manejo de esta delicada vinculación se mantuvo complejo, ya que Sudáfrica continuó siendo, de facto, el principal socio comercial de Botsuana durante su primera década de independencia, pues la abastecía de productos, servicios e infraestructura esencial (ferrocarriles, electricidad). Asimismo, a diferencia del régimen de Hastings Banda en Malaui, que sostuvo estrechos vínculos directos con Sudáfrica, Khama buscó equilibrar una postura pública claramente condenatoria a los regímenes de la minoría blanca con la necesidad realista de mantener seguro al país, que durante la totalidad de su presidencia estuvo casi completamente rodeado por Estados con este tipo de gobierno. No obstante, se negó a establecer relaciones diplomáticas con ninguno de los dos países y no firmó pactos de ningún tipo con ellos. Del mismo modo, Khama no permitió que Botsuana se convirtiera en base operativa del Congreso Nacional Africano u otras organizaciones anti-apartheid, aunque aceptó albergar refugiados y permitió cierto tránsito humanitario. Si bien Botsuana formó parte de la Organización para la Unidad Africana y mantuvo relaciones cordiales con otros países africanos (como la Tanzania de Julius Nyerere o la Zambia de Kenneth Kaunda), su actitud cautelosa hacia Sudáfrica dificultó su margen de maniobra diplomático. Khama justificó en reiteradas ocasiones su enfoque pragmático en que: «nuestra política hacia Sudáfrica está determinada por la geografía, no por la preferencia».
El éxito de las políticas internas de Khama le valió un amplio apoyo en Occidente y sus esfuerzos diplomáticos tuvieron éxito. La administración estadounidense de Lyndon B. Johnson reconoció que Botsuana podría jugar un papel importante como una democracia no racial funcional justo en la frontera con los regímenes de la minoría blanca. Su estatus pacífico y democrático en relación con otras naciones africanas significó que recibió más ayuda de organizaciones occidentales. El Departamento de Estado de los Estados Unidos redactó un informe en 1966 en el que describía al gobierno del BDP como una «oportunidad única», y describió a Khama como un aliado natural para el país. Estados Unidos y Botsuana establecieron relaciones diplomáticas el mismo día de la independencia, se abrió una embajada estadounidense en Gaborone y se designó a Charles H. Pletcher como «encargado de asuntos» interino hasta el nombramiento de un embajador formal.  Estados Unidos consideró a Botsuana como un «ejemplo incómodo» para el régimen del apartheid y aceptó protegerla diplomáticamente de un eventual ataque sudafricano. Asimismo, cuando Khama comenzó a formar el pequeño ejército del país en 1977, Estados Unidos proporcionó asistencia y entrenamiento militar a sus miembros.
A pesar de mantenerse cerca de Occidente, Khama también sostuvo buenas relaciones con la Unión Soviética, que tenía una fuerte influencia en los regímenes africanos vecinos. En el momento de la independencia, los medios de comunicación soviéticos y parte de su aparato diplomático habían apoyado consistentemente a los partidos opositores al BDP, en gran medida por su retórica socialista. En 1963, un periodista soviético describió al BPP como el «organizador de las fuerzas progresistas» en Bechuanalandia, en contraposición al BDP como «el partido de la burguesía y la élite tribal». Los soviéticos consideraban al BDP como demasiado probritánico y lo veían como una extensión del régimen colonial. Tras la victoria de Khama en las elecciones de 1965, Radio Moscú declaró que la independencia de Bechuanalandia se había convertido «en una ilusión» por el triunfo de una «fuerza colonialista». Por su parte, Khama era un reconocido anticomunista y temía que un acercamiento excesivo a la URSS pudiera irritar innecesariamente a Sudáfrica. En 1966, cuando Botsuana obtuvo su independencia, la Unión Soviética reconoció al nuevo Estado pero no estableció relaciones diplomáticas con él inmediatamente. Sin embargo, la postura soviética hacia Khama cambió con el paso de los años, al hacerse evidente su rechazo al apartheid y al colonialismo. Tras la reelección de Khama en 1969, los medios soviéticos que informaron del hecho publicaron artículos favorables, declarando que Khama había «liberado a su país de la dominación colonial». En diciembre de ese mismo año, una delegación botsuana se dirigió a Moscú y ambos países establecieron relaciones en marzo de 1970, aunque no se abrió una embajada soviética en Gaborone y los asuntos botsuanos con la URSS se atendieron desde Lusaka, en Zambia. A lo largo de la década de 1970, la cooperación bilateral fue mínima. La URSS ofrecía becas educativas que Botsuana rara vez aceptaba, por temor a provocar a Sudáfrica, y la ayuda económica fue casi nula. En 1976, finalmente, se estableció una embajada soviética en Gaborone, lo que desató protestas de Sudáfrica, que declaró que Khama buscaba convertir a Botsuana en una base soviética para ejecutar un «asedio» contra el régimen del apartheid, acusación negada por el gobierno.
En contraste, las relaciones entre el gobierno de Khama y la República Popular China gobernada por Mao Zedong fueron marginales. Botsuana estableció relaciones diplomáticas con el régimen chino en 1975, en el marco de una sucesión de reconocimientos diplomáticos respecto de la República de China. El reconocimiento fue más que nada parte del esfuerzo de Khama por diversificar sus alianzas sin romper con Occidente ni provocar a Sudáfrica, en el marco de su política de no alineación.

### Política de defensa

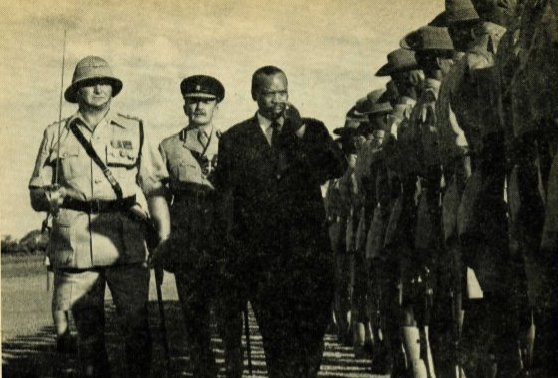
Khama en 1966.

Durante la primera década de independencia el gobierno dedicó el gasto casi enteramente al desarrollo infraestructural y económico del país, y Khama inicialmente estuvo poco interesado en que Botsuana tuviera un ejército formal, prefiriendo construir una reducida policía militar para ocuparse de la seguridad interna. Sin embargo, a partir de la segunda mitad de la década de 1970, la escalada de las tensiones con los regímenes de la minoría blanca en Sudáfrica y Rodesia comenzó a instalar la creación de un ejército profesional para la defensa de la soberanía botsuana en el centro del debate político. El 15 de abril de 1977, el Parlamento aprobó la «Ley de las Fuerzas de Defensa de Botsuana» que creó las BDF como un pequeño ejército regular, en ese momento compuesto por miembros de la policía militar. El teniente general Mompati Merafhe, hasta entonces comandante de la Unidad Móvil de Policía, asumió como primer jefe de las BDF. Sin embargo, el desarrollo militar de Botsuana bajo el mandato de Khama aún estaba en fase inicial en el momento de su muerte. Khama buscó en general centrar la protección de la soberanía de Botsuana en el apaciguamiento diplomático, evitando en lo posible que los grupos militantes opositores a estos regímenes operaran en territorio botsuano. Las BDF se dedicaron casi exclusivamente a realizar patrullas en la frontera con Rodesia en el marco de la guerra civil hasta que esta terminó con la independencia de Zimbabue en abril de 1980. En el momento de la muerte de Khama, la principal amenaza militar para la soberanía de Botsuana provenía de Sudáfrica, una tensión que más tarde escalaría durante la presidencia de Masire hasta la incursión sudafricana en Gaborone de 1985.

### Últimos años

Mapa de las elecciones de 1979, las últimas bajo la presidencia de Khama.

Los últimos años del gobierno de Khama estuvieron marcados por sus constantes problemas de salud, lo que motivó que se ausentara del gobierno por breves períodos de tiempo para recibir atención médica. En estos períodos, Quett Masire asumió la jefatura del gobierno y comenzó a ser percibido como un eventual sucesor en caso de que Khama muriera o se retirara. Diagnosticado con diabetes en 1960, Khama se sometió a una operación de corazón en Johannesburgo en 1976 para implantarle un marcapasos. A partir de entonces, viajó con frecuencia a Londres para recibir tratamiento médico. Las independencias de Angola y Mozambique en 1975 le habían dado algo de aire al gobierno de Khama respecto a la situación del Sur de África y se volvió un crítico cada vez más encendido de los regímenes de la minoría blanca, lo que provocó un aumento de las tensiones en las fronteras de Botsuana.
Con su salud en declive, Khama tuvo una escasa participación en la campaña electoral para las elecciones generales de octubre de 1979, las últimas en las que el BDP compitió bajo su liderazgo. Enfocó su estrategia en las circunscripciones norteñas, orientales y urbanas donde la oposición era fuerte y llevó a la administración a hacer un amplio despliegue para garantizar una participación electoral más amplia, consciente de que el gobierno podía perder legitimidad si la concurrencia era escasa. Khama realizó visitas estratégicas a circunscripciones tradicionalemente refractarias al BDP. Los comicios vieron al BDP obtener uno de los mayores triunfos de su historia, con 29 de los 32 escaños electos, incluyendo dos inusuales victorias en Francistown y Okavango, regiones tradicionalmente opositoras donde el partido logró desalojar a los dos históricos dirigentes opositores Philip Matante del BPP (que falleció cinco días después de la elección) y Motsamai Mpho del BIP. El sólido triunfo del vicepresidente Masire en la circunscripción de Ngwaketse/Kgalagadi consolidó su posición dentro del BDP como posible sucesor de Khama, saldando las dudas sobre su figura desde su derrota en 1969. El último mandato de Khama, de solo unos meses, estuvo marcado por el desenlace exitoso de la guerra civil en Rodesia, en cuyas conversaciones de paz Khama jugó un papel destacado, así como la realización de elecciones multirraciales y la independencia del país como Zimbabue en abril de 1980, tras lo cual la principal preocupación militar de Botsuana pasó a centrarse en Sudáfrica.

## Fallecimiento
El 23 de junio de 1980, Khama voló a Londres con su esposa y su médico de cabecera para recibir tratamiento. Para entonces se encontraba cada vez más enfermo por sus múltiples dolencias, aunque hasta ese momento se negaba a admitirlo públicamente. Si bien los medios de comunicación botsuanos informaron que se trataba de un chequeo semestral, sus funcionarios lo encontraron demacrado y se plantearon la posibilidad de que no regresara con vida. Durante su estadía en la Clínica de Londres se le diagnosticó cáncer de páncreas. Para el momento en el que fue identificado, el cáncer se había extendido al hígado y estaba agravando rápidamente sus problemas de salud preexistentes, imposibilitando cualquier posibilidad de tratamiento. Se emitió una declaración pública reconociendo que el estado de salud del presidente era «terminal». Aunque los médicos le desanconsejaron volar, Khama rechazó rotundamente morir en Londres y su médico de cabecera reconoció la importancia política de que retornara a morir a Botsuana. Como estaba demasiado débil para volar en un avión comercial, se hicieron arreglos apresurados, en consulta con el Ministerio de Asuntos Exteriores y de la Mancomunidad británica, para que Khama volara con la mayor comodidad posible en un avión de pasajeros cuatrimotor VC-10 de la Real Fuerza Aérea el 29 de junio.
De regreso a Gaborone el 30 de junio, Khama pasó bien la primera noche. El 1 de julio cumplió 59 años. Ese mismo día se solicitó un último asesoramiento especializado adicional sobre los datos médicos de Khama en Johannesburgo y Washington D. C., pero estos simplemente confirmaron el diagnóstico recibido en Londres de que no había tratamiento posible. Tras la visita de un especialista de Johannesburgo el 2 de julio, Khama se recuperó un poco. El 6 de julio pasó una hora por la mañana y una hora por la tarde sentado en el jardín de la Casa de Gobierno, pero su estado de salud se fue debilitando con el paso de los días. A partir del 8 de julio, su condición se deterioró rápidamente. En contradicción con los informes herméticos en otros países africanos sobre la salud de sus dirigentes, la prensa y las instituciones botsuanas mantuvieron una actitud inusualmente honesta respecto al estado de salud de Khama. El Botswana Daily News informó que grupos religiosos de distintas denominaciones y otras instituciones de todo el país estaban rezando por él. El domingo 6 de julio, se celebró un gran servicio al aire libre conjunto entre las denominaciones cristianas frente al ayuntamiento de Gaborone para orar por el presidente. Se cancelaron las actividades del Día del Presidente, al igual que las celebraciones de la embajada estadounidense para el 4 de julio y las celebraciones de la embajada francesa del 14 de julio.
Khama falleció el 13 de julio de 1980 a las 4:45 de la madrugada, en compañía de su esposa. El vicepresidente Masire (que ya ocupaba las funciones del gobierno), se ocupó de dar el anuncio a la nación ese mismo día y asumió interinamente la presidencia hasta el 18 de julio, cuando el Parlamento lo ratificó en el cargo por el resto del mandato. Cuarenta mil personas rindieron homenaje a Khama mientras su cuerpo yacía en Gaborone, donde se le concedió un funeral de estado. Fue finalmente enterrado en el Cementerio Real en una colina en Serowe.

## Ideología

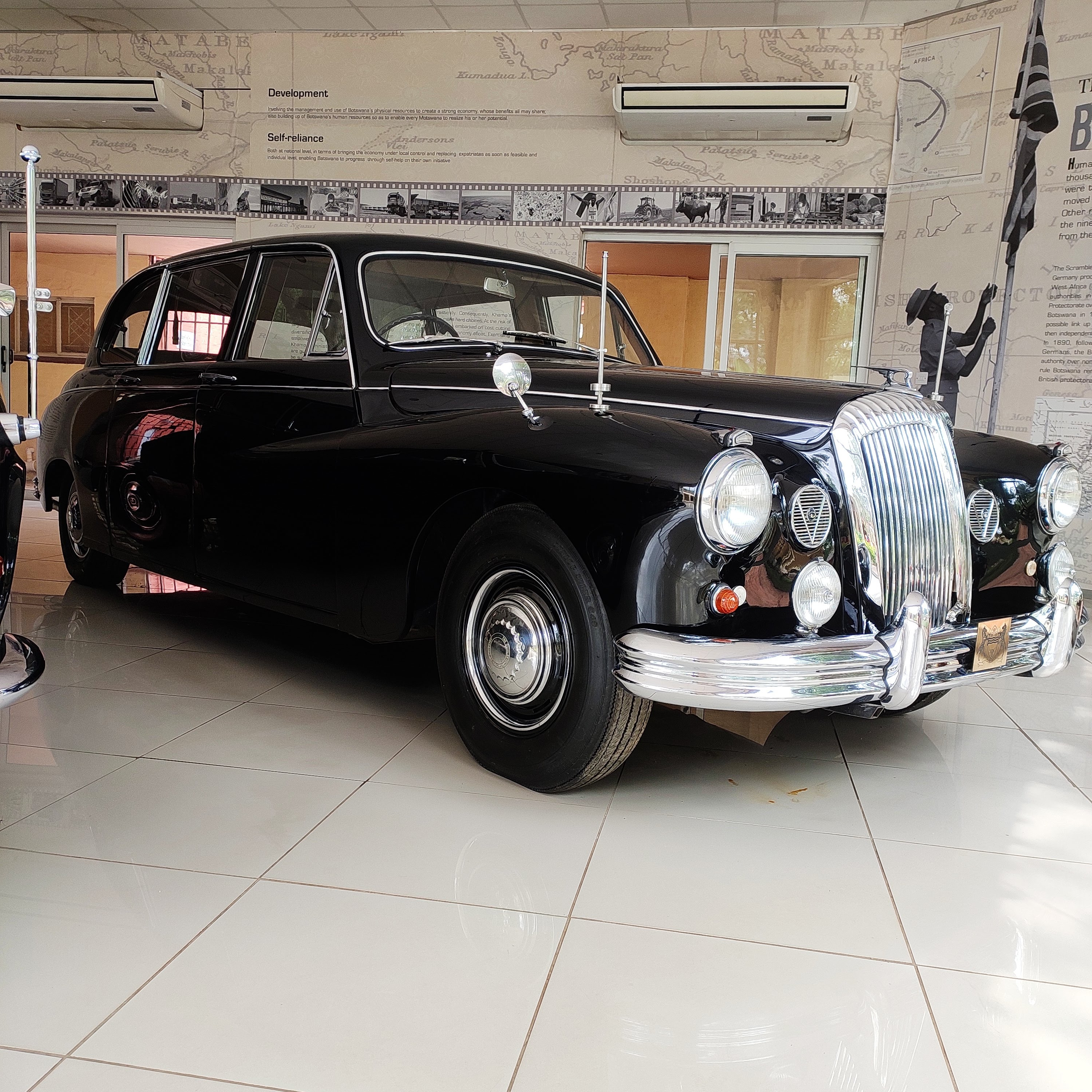
La primera limusina Daimler utilizada por Khama como medio de transporte tras la independencia de Botsuana.

Durante su carrera política y presidencia, Khama evitó deliberadamente autodefinirse en términos ideológicos occidentales, adaptando la mayoría de sus puntos de vista personales a la visión tradicional de las tribus tsuana, cuyos conceptos adaptó al modelo político implementado por el Partido Democrático de Botsuana durante su gobierno. Basándose en sus propios discursos, Khama parecía identificarse ideológicamente como un nacionalista moderado, humanista y pragmático, con una fuerte base en los valores tradicionales de su sociedad y una postura internacionalista orientada hacia la justicia, la paz y la cooperación regional. No se alineó con ideologías rígidas ni adoptó modelos externos, declarando en un discurso en 1970: «hemos optado por desarrollar nuestros propios principios rectores y describirlos en términos fácilmente comprensibles para nuestra gente». Solía sintetizar su visión en el contexto de «Kagisano» (del setsuana: «armonía social»), un ideal de orden social basado en la cohesión comunitaria, la resolución pacífica de conflictos, el respeto mutuo y la solidaridad interdependiente.
Historiadores y analistas tanto extranjeros como nacionales han identificado a Khama de diversas maneras, pero habitualmente poniendo énfasis en su carácter demócrata liberal, exaltando su defensa de la democracia representativa y el liberalismo económico. Sus opositores constantemente lo etiquetaron como un elemento conservador, neocolonialista y reaccionario, y en algunos círculos africanistas o socialistas se le identifica como un ícono de la derecha política africana, llegando en algunos casos a equipararlo con el conservadurismo One-nation británico. Khama fue un abierto anticomunista, pues consideraba que el comunismo era ajeno a la cultura política tsuana y potencialmente peligroso para el kagisano, ya que fomentaba divisiones de clase y conflicto ideológico, pero no propuso reprimir con violencia a las fuerzas políticas de izquierda ni tuvo enfrenamiento discursivo directo con el Bloque del Este o los regímenes socialistas africanos. Del mismo modo, algunas de sus políticas económicas estatistas, guiadas por la necesidad de la construcción de una infraestructura estatal para Botsuana prácticamente desde cero, han sido categorizadas como «conservadurismo paternalista» o «socialismo de derecha».
Aunque Khama defendía públicamente su nacionalismo como una forma de nacionalismo cívico y abarcativo más que chauvinista, racista o tribalista (lo que le granjeó el apoyo de las pequeñas minorías blanca e india), su concepción para la creación de una identidad nacional unitaria en Botsuana constantemente pasó por la imposición velada de la «identidad tsuana» por sobre las otras minorías tribales, algo que en ocasiones le generó críticas o conflictos con los grupos étnicos minoritarios del país, como los kalanga, sobre todo en el ámbito idiomático. Al gobernar un país con casi nula constitución urbana (la capital, Gaborone, fue construida dos años antes de su mandato y contaba al momento de su muerte con menos de 60.000 habitantes), Khama idealizaba la vida rural (que percibía como un elemento central de la identidad nacional botsuana) y era un abierto crítico de la urbanización. Veía el éxodo hacia las ciudades como generador de problemas sociales y defendía una modernización agraria conservadora. No obstante, el modelo económico rentista basado en la extracción de diamantes construido durante su presidencia en última instancia terminaría generando un aumento de la urbanización tras la muerte de Khama pese a la falta de industrialización, con efectos similares a los que él había previsto.
En contraste con otros gobernantes africanos de la época, Khama no tuvo una vinculación estrecha con el movimiento sindical. Aunque Khama toleró la existencia de los sindicatos y no buscó prohibirlos, el Estado no promovió activamente la sindicalización ni les otorgó canales fuertes de negociación colectiva. Las relaciones laborales, sobre todo en el floreciente sector minero, eran estrictamente controladas y la presencia de un movimiento sindical fuerte era temida por Khama como una amenaza al orden social basado en la armonía jerárquica que ansiaba construir. De todas formas, el sector laboral botsuano durante la presidencia de Khama era débil y pequeño, lo que también limitó la capacidad de los sindicatos para actuar como fuerza de presión. Al igual que la falta de visión urbana, la falta de presencia sindical por parte del BDP terminaría jugando en contra del oficialismo durante la presidencia de Quett Masire, que vería un aumento de los conflictos sindicales.
Gran parte de la filosofía política de Khama se formó en su enfrentamiento constante con los regímenes racistas de Sudáfrica, Rodesia y África del Sudoeste, que influyeron en sus discursos. Khama declaró que «el apartheid y el racismo nos son tan repugnantes que protestaríamos contra ellos sin reservas, aunque fueran practicados por cualquier otro país del mundo». Sin embargo, consciente de los problemas que granjearía para Botsuana involucrarse agresivamente en la lucha contra el apartheid, Khama siempre rechazó públicamente la resolución violenta de los conflictos en el Sur de África. Consideraba que los regímenes racistas se terminarían derrumbando bajo su propio peso y que la transición a un sistema de gobierno mayoritario era simplemente inevitable, pero que solo podía darse pacíficamente si los mismos gobiernos de la minoría blanca accedían a negociar los términos.

## Legado

Aeropuerto Internacional Sir Seretse Khama, inaugurado en 1984 y nombrado en honor a Khama.

Khama dejó un legado político perdurable. El Partido Democrático de Botsuana continuaría gobernando el país hasta 2024 y, hasta 2019, seguiría siendo la principal fuerza política de la tribu BaNgwato, dominando las elecciones gracias a los votos del Distrito Central. Masire gobernaría hasta 1998, cuando fue sucedido por Festus Mogae. En 2008, veintiocho años después de la muerte de Khama, su hijo Ian Khama (vicepresidente durante el mandato de Mogae) sucedió a este último como cuarto presidente de Botsuana y lideró al BDP a una victoria aplastante en las elecciones de 2009 en las que su hermano e hijo menor de Khama, Tshekedi Khama II, fue elegido parlamentario por Serowe North West. Ian Khama fue presidente hasta 2018, pero rompió con su sucesor Mokgweetsi Masisi por un conflicto de liderazgo y tanto él como su hermano fundaron el Frente Patriótico de Botsuana, que hasta la fecha permanece como la principal fuerza representativa de los intereses BaNgwato. Tras una última victoria en 2019, el BDP finalmente perdió las elecciones de 2024.
El Aeropuerto Internacional Sir Seretse Khama, el principal aeropuerto de Botsuana, recibió el nombre de Khama y se inauguró en 1984.
La película de 2016, Un reino unido, dirigida por Amma Asante y escrita por Guy Hibbert, narró las controversias que rodearon el matrimonio de Khama. Fue protagonizada por David Oyelowo como Khama y Rosamund Pike como Ruth Williams. Recibió críticas positivas en Botsuana, aunque se cuestionó la ausencia de actores botsuanos. Además, se ha sugerido que la relación de los Khama influyó en los guionistas de la película ganadora del Premio a la Academia, Adivina quién viene a cenar, protagonizada por Spencer Tracy, Katharine Hepburn y Sidney Poitier.
Khama es mencionado frecuentemente en los libros de The No. 1 Ladies' Detective Agency de Alexander McCall Smith. Mma Ramotswe, la protagonista de la serie, lo admira mucho, lo compara con Nelson Mandela y lamenta mucho el hecho de que no sea tan conocido internacionalmente.

### Libros
- Denbow, James R.; Thebe, Phenyo C. (2006). Culture and Customs of Botswana. Greenwood Press. ISBN 978-0-313-33178-7. OCLC ocm62118271. (requiere registro).
- Gulbrandsen, Ørnulf (2012). The State and the Social: State Formation in Botswana and its Precolonial and Colonial Genealogies. Berghahn Books. ISBN 978-0-85745-298-6.
- Hillbom, Ellen; Bolt, Jutta (2018). Botswana – A Modern Economic History. Palgrave Macmillan. ISBN 978-3-319-73144-5.
- Holm, John D.; Molutsi, Patrick P. (1992). «State-Society Relations in Botswana: Beginning Liberalization».  En Hydén, Göran; Bratton, Michael, eds. Governance and Politics in Africa. Lynne Rienner Publishers. pp. 75-95. ISBN 978-1-55587-285-4.
- Leith, James Clark (2005). Why Botswana Prospered. McGill-Queen's University Press. ISBN 978-0-7735-2821-5. (requiere registro).
- Molutsi, Patrick (2004). «Botswana: The Path to Democracy and Development».  En Gyimah-Boadi, E., ed. Democratic Reform in Africa. Lynne Rienner Publishers. pp. 159-182. ISBN 9781685857325.
- Nyamnjoh, Francis B. (2007). «'Ever-Diminishing Circles': The Paradoxes of Belonging in Botswana».  En de la Cadena, Marisol; Starn, Orin, eds. Indigenous Experience Today. Routledge. pp. 305-332. ISBN 9781003085690.
- Rotberg, Robert I. (2023). «Botswana: Africa's Democratic Exception». Overcoming the Oppressors: White and Black in Southern Africa. Oxford University Press. pp. 192-231. ISBN 9780197674239.
- Samatar, Abdi Ismail (1999). An African Miracle: State and Class Leadership and Colonial Legacy in Botswana Development. Heinemann. ISBN 978-0-325-00068-8. (requiere registro).
- Tlou, Thomas; Campbell, Alec C. (1997). History of Botswana (2nd edición). Macmillan Botswana. ISBN 9991278087.

### Revistas
- Beaulier, Scott A.; Subrick, J. Robert (2006). «The Political Foundations of Development: The Case of Botswana». Constitutional Political Economy 17 (2): 103-115. ISSN 1043-4062. doi:10.1007/s10602-006-0002-x.
- Botlhomilwe, Mokganedi Zara; Sebudubudu, David; Maripe, Bugalo (2011). «Limited freedom and intolerance in Botswana». Journal of Contemporary African Studies 29 (3): 331-348. ISSN 0258-9001. doi:10.1080/02589001.2011.581501.
- Brown, Chris (2020). «Botswana Votes 2019: Two-Party Competition and the Khama Factor». Journal of Southern African Studies 46 (4): 703-722. ISSN 0305-7070. doi:10.1080/03057070.2020.1778901.
- Hjort, Jonas (2009). «Pre-Colonial Culture, Post-Colonial Economic Success? The Tswana and the African Economic Miracle». The Economic History Review 63 (3): 688-709. PMID 20617585. doi:10.1111/j.1468-0289.2009.00495.x.
- LaRocco, Annette A; Mogende, Emmanuel (2022). «Fall from grace or back down to earth? Conservation and political conflict in Africa's "miracle" state». Environment and Planning E: Nature and Space 7 (1): 22-49. ISSN 2514-8486. doi:10.1177/25148486221101553.
- Lotshwao, Kebapetse; Suping, Kekgaoditse (2013). «The 2010 Split of the Botswana Democratic Party». Pula: Botswana Journal of African Studies 27 (2): 343-360.
- Makgala, Christian John (2009). «History and Perceptions of Regionalism in Botswana, 1891–2005». Journal of Contemporary African Studies 27 (2): 225-242. ISSN 0258-9001. doi:10.1080/02589000902867329.
- Makgala, Christian John; Malila, Ikanyeng Stonto (2022). «Challenges of Constitutional Reform, Economic Transformation and Covid-19 in Botswana». Review of African Political Economy 49 (172): 303-314. ISSN 0305-6244. doi:10.1080/03056244.2022.2078559.
- Matemba, Yonah Hisbon (1 de enero de 2003). «The pre-colonial political history of BaKgatla ba ga Mmanaana of Botswana, c. 1600-1881». Botswana Notes and Records 35 (1): 53-67. hdl:10520/AJA052550590_131.
- Morton, Fred (2012). «Mephato: The Rise of the Tswana Militia in the Pre-colonial Period». Journal of Southern African Studies 38 (2): 385-397. ISSN 0305-7070. doi:10.1080/03057070.2012.683600.
- Mosime, Sethunya Tshepho (2020). «Decolonization Deferred: Seretse Khama Ian Khama's Presidency and the Historical Deradicalization of 'Culture' as a Tool for Resistance in Botswana». Alternation: Interdisciplinary Journal for the Study of the Arts and Humanities in Southern Africa. SP36: 188-209. doi:10.29086/2519-5476/2020/sp36a9.
- Ntuane, Botsalo (2018). «President Festus Mogae: The Regent Who Became King». Botswana Notes and Records 50: 333-338. ISSN 0525-5090. JSTOR 90026925.
- Parsons, Neil (2006). «Unravelling History and Cultural Heritage in Botswana». Journal of Southern African Studies 32 (4): 667-682. ISSN 0305-7070. doi:10.1080/03057070600995350.
- Robinson, James A.; Parsons, Q. Neil (2006). «State Formation and Governance in Botswana». Journal of African Economies 15 (Supplement 1): 100-140. ISSN 0963-8024. doi:10.1093/jae/ejk007.
- Sebudubudu, David; Botlhomilwe, Mokganedi Zara (2012). «The Critical Role of Leadership in Botswana's Development: What Lessons?». Leadership 8 (1): 29-45. ISSN 1742-7150. doi:10.1177/1742715011426962.